# تردد زاوي

التردد الزاوي هو مقياس لمعرفة كم هي سرعة الجسم دورانياً

في الفيزياء، التردد الزاوي هو أيضا يشير إلى (السرعة الزاوية؛ أو التردد الشعاعي، تردد دائري،(في المجال العسكري يطلق عليه التردد المداري)) في علم الفيزياء، يتم تعريف السرعة الزاوية بأنها معدل التغيير في  الإزاحة الزاوية وهو كم القوة الموجهه التي تحدد السرعة الزاوية (سرعة الدوران) لجسم ما والمحور الذي يدور حوله هذا الجسم. أو بمعنى اخر ان السرعة الزاوية  هي كمية سلمية (عددية) تعبر عن سرعة الدوران. التردد الزاوي هو طويلة متجهة السرعة الزاوية.في نظام الوحدات الدولي يقاس التردد الزاوي بالراديان في الثانية، بالرمز s−1 وذلك لأن الرأديان ليس له واحدة.
وعلى اعتبار أن كل دورة تعادل 2π راديان ينتج لدينا العلاقة:
{\displaystyle \omega ={{2\pi } \over T}={2\pi f}={\frac {v}{r}}}
حيث
ω التردد الزاوي (راديان في الثانية)
T الزمن الدوري (ثانية)
f التردد (هيرتز)
v السرعة المماسية لنقطة حول محور الدوران (متر في الثانية)
r نصف قطر الدوران (متر)
أي أنّ التردد الزاوي ما هو إلاّ مضاعفة للتردّد العادي. مع هذا، فيستحسن استخدام التردد الزاوي عوضًا عن العادي في بعض المجالات التي فيها الظواهر الدورانية شائعة، كالكهرومغناطيسيّة أو ميكانيكا الكم، لأنّ بهذا التمثيل بالإمكان الاستغناء عن الـ{\displaystyle \pi }.

## أمثلة
فعلى سبيل المثال، تكون العلاقة بين التسارع a والإزاحة x علاقة خطيّة عكسية، بحيث يكون المعامل الخطي هو تربيع التردد الزاوي {\displaystyle \omega }:
{\displaystyle a=-\omega ^{2}x\;}
أما في التمثيل العادي للتردد:
{\displaystyle a=-4\pi ^{2}f^{2}x\;}
كذلك، في حركة نابض توافقية (بدون احتكاك أو تخميد)، تتحقّق العلاقة التالية بين التسارع الزاوي، {\displaystyle \omega }، كتلة الجسم المربوط، m، وثابت النابض، k:
{\displaystyle \omega ={\frac {k}{m}}}
ويسمّى هذا التردد، حتّى مع وجود احتكاك أو تخميد، التردد الطبيعي للجهاز أو الجسم.
أمّا في دائرة كهربائية تحتوي على مكثف وملف، فيكون التردد الطبيعي كالتالي:
{\displaystyle \omega ={\frac {1}{\sqrt {LC}}}\;}
حيث يمثل C سعة المكثف (بوحدات فاراد)، ويمثل L استحثاث الملف (بوحدات هنري).